# Закон Грешема
Закон Грешема або Закон Коперніка-Ґрешема — закон економіки (грошового обігу), названий на честь польського вченого Миколая Коперніка та англійського фінансиста Томаса Ґрешема (1519 — 1579) про співвідношення між різними валютами. Остаточно сформульований Томасом Ґрешемом в 1560 році.
Закон було відкрито Миколою Орезмським та — незалежно від попередника — Миколаєм Коперніком в 1526 році. В книзі лат. Monetae cudendae ratio, М. Копернік визначив, що «погані гроші витісняють гарні». Поширена назва цього закону походить від прізвища Томаса Ґрешема, але в Польщі та деяких регіонах Європи він відоміший як «закон Коперника».
Визначення:
|  | Переоцінені державою гроші витіснять з обороту недооцінені державою гроші |

Зазвичай (помилково) формулюється:
|  | Погані гроші витісняють гарні |

До наукового обігу термін «Закон Грешема» увів шотландський економіст Генрі Даннінг Маклеод (1821—1902) у 1858 році[джерело?].

## Трактування
Щоразу, як держава встановлює деяку вартість або ціну одних грошей по відношенню до інших, вона запроваджує обмеження мінімальної вартості одних грошей та максимальної вартості інших, де «вартість» відбиває співвідношення валют одна до іншої.
Як приклад можна назвати систему біметалізму.
«Поганими» вважаються гроші, що мають ринкову цінність нижчу за встановлену державою, а «гарні» — навпаки.
Згідно з законом Грешема в системі з валютою що складається з «гарних» та «поганих» грошей (держава встановлює рівну цінність обох) «погані» гроші швидко витісняють «гарні» гроші. Це відбувається тому, що  люди намагаються позбутись «поганих» грошей під час розрахунків, а «гарні» залишити для себе у вигляді скарбу, оскільки «гарні» гроші мають більшу вартість.